# Carlos Roloff Mialofsky
Carlos Roloff-Mialofsky, de nombre real Karol Rolow-Miałowski, (Varsovia, Polonia, 4 de noviembre de 1842 - Guanabacoa, Cuba, 17 de mayo de 1907), fue un militar polaco-estadounidense que, tras emigrar a Cuba, participó en las luchas por la independencia de dicho archipiélago, donde obtuvo el grado de general.

## Orígenes y primeros años
Karol Rolow-Miałowski nació en Varsovia, capital de Polonia, el 4 de noviembre de 1842. En dicha época, Polonia no existía como país independiente, pues había sido repartida varias veces entre los imperios ruso, alemán y austro-húngaro.
En 1859 abandonó su tierra natal y, en 1862, emigró a los Estados Unidos. En dicho país, se unió al 9º Regimiento de Ohio, en la ciudad de Cincinnati, sirviendo como oficial en el Ejército del Norte, durante la Guerra de Secesión (1861-1865).

## Guerra de los Diez Años
Tras el fin de la guerra civil de EE. UU., Roloff se estableció en la región de Las Villas, al centro de la isla de Cuba, por aquel entonces provincia española. Siendo un ferviente antiesclavista y de pensamiento liberal, Roloff se vinculó rápidamente a las conspiraciones independentistas que se fraguaban en la isla caribeña. 
El 10 de octubre de 1868, estalló la llamada Guerra de los Diez Años (1868-1878), primera guerra por la independencia de Cuba. Habiendo comenzado en el Oriente, la guerra se extendió al Camagüey en noviembre y pronto habría de estallar en la zona central, donde se hallaban Roloff y sus seguidores. El 6 de febrero de 1869, se alzaron en armas los villareños y al día siguiente Roloff fue proclamado Mayor general. 
Ante la grave escasez de recursos, los villareños, acaudillados por Roloff marcharon hacia el Oriente en mayo de ese mismo año. Regresó con sus tropas a Las Villas en agosto, pero se vio obligado a regresar al Camagüey nuevamente. Roloff fue posteriormente jefe de la escolta de gobierno y en abril de 1870 fue ratificado en su grado de Mayor general y Jefe de Las Villas. Combatió bajo las órdenes de los Mayores generales Ignacio Agramonte y Modesto Díaz. 
Tras la Invasión a Las Villas, encabezada por el Mayor general Máximo Gómez, en 1875, Roloff combatió bajo sus órdenes hasta que, el 7 de septiembre de ese mismo año, Gómez lo destituyó por deficiencias en sus tropas. Tras esto, Rolof lideró la sociedad secreta "Unidad Republicana", cuyo objetivo era expulsar de Las Villas a todo jefe que no fuera villareño. El 1 de octubre de 1876, Roloff se entrevistó con Gómez y le planteó el descontento de los jefes villareños con su liderazgo, por lo que Gómez se vio obligado a renunciar y regresar al Camagüey. 
Posteriormente, Roloff dirigió las importantes batallas de Nuevas de Jobosí (18 de noviembre de 1876) y Río Blanco (julio de 1877). Inicialmente, se opuso al Pacto del Zanjón del 10 de febrero de 1878, que ponía fin a la guerra, sin haber logrado la independencia de Cuba, pero finalmente se vio forzado a aceptarlo, teniendo en cuenta la escasez crítica de recursos y la fuerte presión del enemigo sobre su región. El 18 de marzo de ese año, Roloff se acogió a la paz en la Finca "El Mamey" y se estableció en la Villa de Guanabacoa, cerca de La Habana.

## Exilio

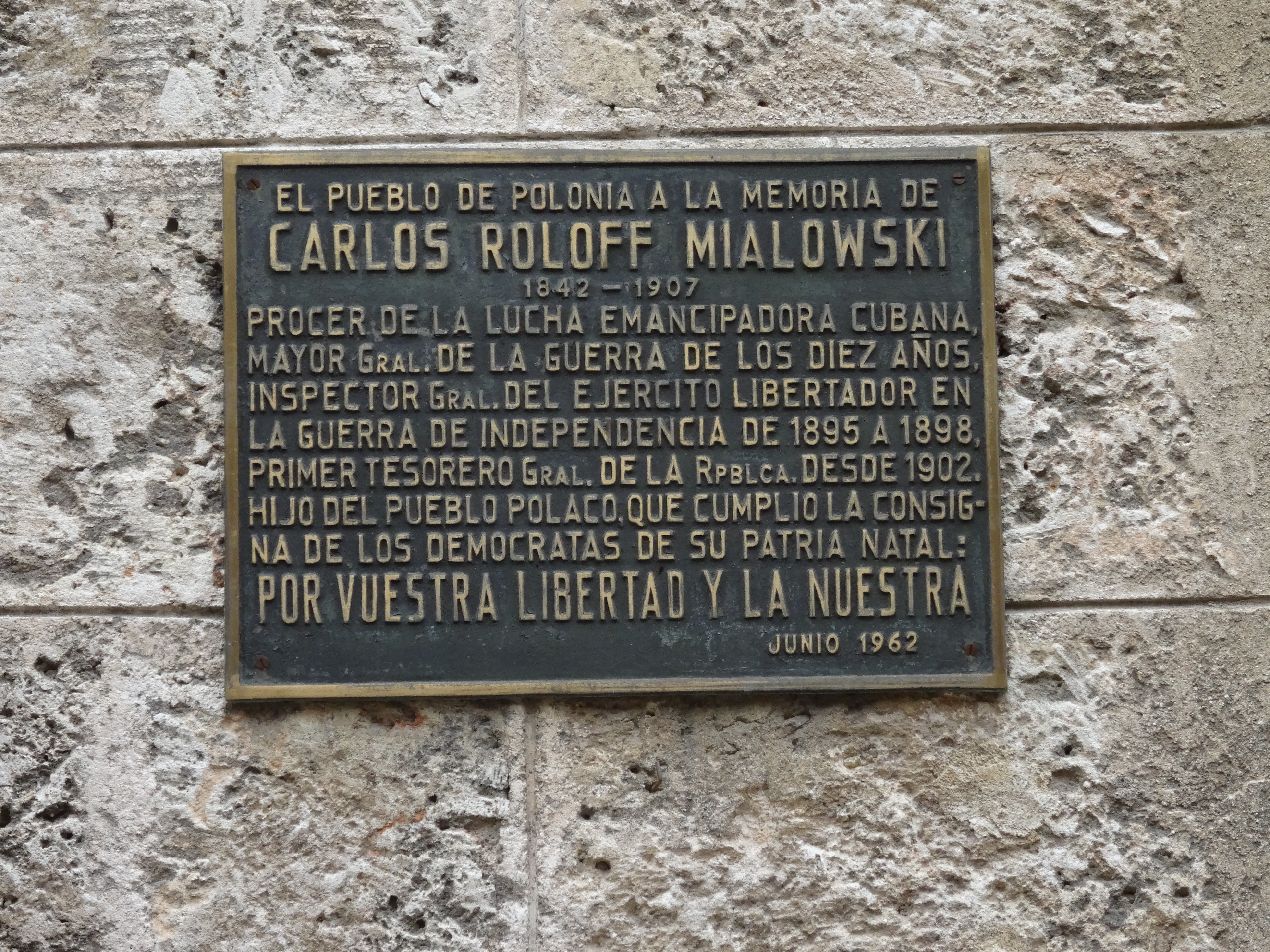
Placa de Carlos Roloff Mialowski, Palacio de los Capitanes Generales, La Habana Vieja, Cuba

Fue expulsado de Cuba meses después, bajo sospecha de conspiración para reiniciar la guerra. Marchó a Nueva York, donde se unió a los patriotas cubanos que preparaban la nueva guerra. Durante la Guerra Chiquita (1879-1880), Roloff viajó a Jamaica, con la intención de preparar una fuerte expedición que desambarcara en Cuba, en un intento por reforzar la guerra. Sin embargo, ésta fracasó y los mambises cubanos volvieron a deponer las armas, en espera de tiempos mejores. 
Luego de estancias en Panamá y Honduras, Roloff retornó a Nueva York, para incorporarse a los esfuerzos de José Martí para reiniciar la guerra de independencia cubana. En 1892, Roloff fue uno de los fundadores del Partido Revolucionario Cubano, representando su ala radical. Colaboró con Martí en el frustrado Plan de la Fernandina, en 1894.

## Guerra Necesaria
En 1895, iniciada la Guerra Necesaria (1895-1898), Roloff regresó a Cuba, al mando de una expedición armada. Durante dicha guerra, fue nombrado por el Generalísimo Máximo Gómez como Jefe de Las Villas Occidentales y Orientales. Posteriormente, fue designado Secretario de la Guerra durante la Asamblea de Jimaguayú. 
Comandó otras seis expediciones armadas entre 1896 y 1897. Roloff también tomó parte en la Asamblea de La Yaya, en septiembre de 1897, tras expirar su cargo de Secretario de la Guerra. Entre finales de 1897 y mediados de 1898, Roloff dirigió la Academia Teórico-práctica para la Fabricación y Manejo de Explosivos, en Sabanilla, Camagüey.

## Últimos años y muerte

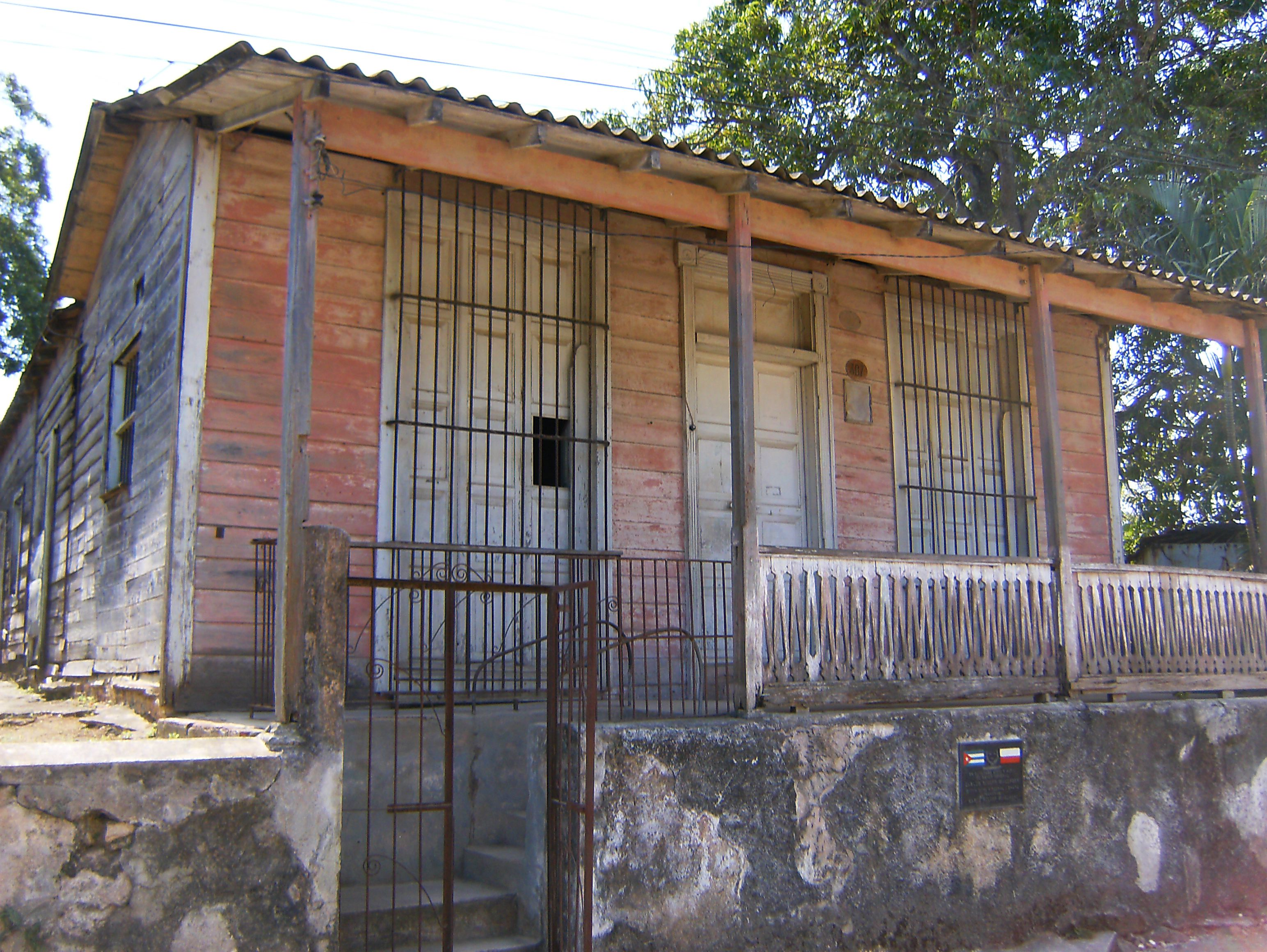
Casa donde vivió los últimos años de su vida y falleció, el Mayor General Carlos Roloff, ubicada en el Municipio Guanabacoa en Cuba.

Después de la guerra, fue secretario general del ejército. Bajo su dirección, se elaboró el "Índice de defunciones del Ejército Libertador de Cuba", el cual se concluyó en 1901 y se publicó en 1902. Posteriormente, ocupó el cargo de Tesorero General en los primeros años de la República, manteniendo una vida activa y pública.
El Mayor general Carlos Roloff Mialofsky falleció en su casa de la calle Samaritana, en la Villa de Guanabacoa, el 17 de mayo de 1905. Tenía al morir 64 años de edad.